# Shove-it
Shove-it (lub shuvit) to jeden z podstawowych trików wykonywanych na deskorolce należących do grupy flipów. Polega na nadaniu rotacji deskorolce tak, by wykonała obrót o 180° w płaszczyźnie poziomej, jednak bez wyraźnego wyskoku. 

## Modyfikacje
Shove-it może być podwójny lub potrójny. Nazywamy go wtedy 360 lub 540 Shove-it (w zależności, o ile stopni deska się obróci).
Czasem przed nazwą tricku dodaje się przedrostek BS lub FS, który oznacza kierunek rotacji deskorolki względem ustawienia skatera.
Bywa mylony z Pop Shove-it'em, który jednak różni się wyraźnym wybiciem przed nadaniem rotacji deskorolce.

## Sposób wykonania
W odróżnieniu od większości trików wykonywanych na deskorolce, Shove-it'a nie poprzedza ollie. Tylną nogą lekko podbijamy przód deskorolki nadając rotację przez ciągnięcie gripa przednią nogą do przodu, a tylną do tyłu (lub odwrotnie, patrz → modyfikacje). Gdy deskorolka wykona żądaną ilość obrotów "łapiemy" ją stopami i dociskamy do podłoża.
Często wykonanie tego triku wiąże się z kilkunasto, bądź kilkudziesięciocentymetrowym przesunięciem osi deskorolki od pierwotnego kierunku jazdy. Spowodowane jest to przesunięciem punktu, wokół którego deskorolka się obraca nieco w tył - deskorolka nie jest wprawiana w rotację, będąc całkowicie w powietrzu, a dotykając jeszcze podłoża.

## Rekordy
Rekord Guinnessa w największej ilości Shove-it'ów wykonanych w minutę należy do polskiego skatera Adama Żaczka który w ciągu minuty zrobił 59 Shove-it'y. Adam Żaczek ustanowił wspomniany rekord 1 kwietnia 2017 roku w miejscowości Stróża.